# Operațiunea Downfall

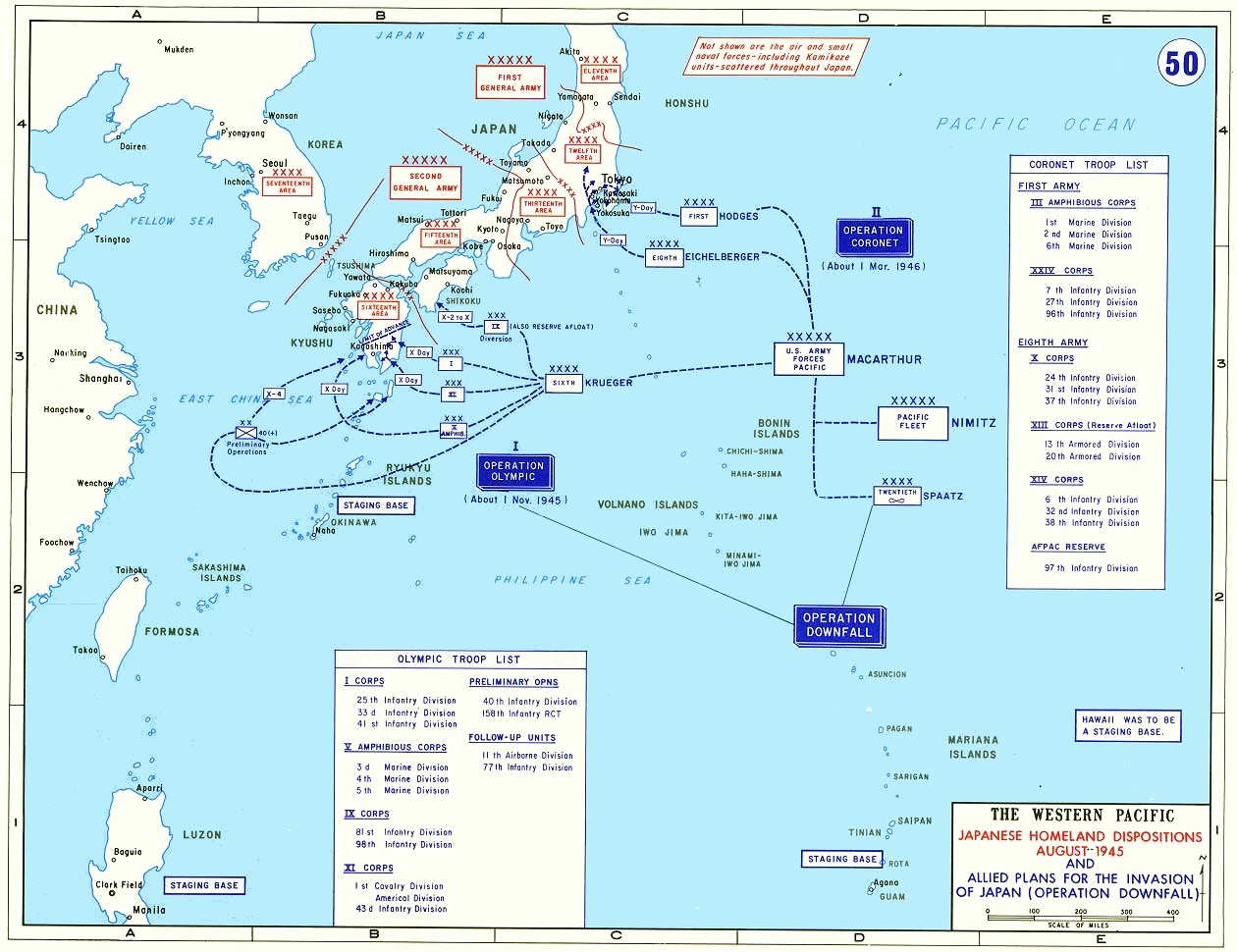
Operațiunea Downfall

Operation Downfall a fost numele de cod al invaziei plănuite de Aliați asupra Japoniei la sfârșitul celui de-al Doilea Război Mondial. Aceasta era împărțită în două etape: „Olympic”, care presupunea invadarea sudului Japoniei, în octombrie 1945, și „Coronet”, invadarea nordului în martie 1946.